# Космогонія
Космогонія (грец. κοσμογονία, від грец. κόσμος — світ, Всесвіт і грец. γονή — народження), — галузь науки, в якій вивчається походження і розвиток небесних тіл і їхніх систем: зірок і зоряних скупчень, галактик, туманностей, Сонячної системи і всіх вхідних в неї тіл — Сонця, планет (включно із Землею), їх супутників, астероїдів (або малих планет), комет, метеоритів. Вивчення процесів космогонії є одним з головних завдань астрофізики. Оскільки всі небесні тіла виникають і розвиваються, ідеї про їхню еволюцію тісно пов'язані з уявленнями про природу цих тіл взагалі. У сучасній космогонії широко використовуються закони фізики і хімії.
Космогонія розрізняється від космології, яка вивчає Всесвіт взагалі і протягом його існування, і яка технічно не досліджує безпосередньо джерело походжень Всесвіту. Є деяка двозначність між двома термінами. У практиці є наукова відмінність між космологічною і космогонічною ідеями. Фізична космологія — наука, яка намагається пояснити всі спостереження, доречні для розвитку і характеристики Всесвіту в цілому.
Спроби створити природничу космогонію обмежені двома факторами. Один із них стосується безпосередньо епістемологічних обмежень науки, пов'язаних із вирішенням питання про доречність постановки питання про причини існування світу в рамках наукового методу. Інша, прагматичніша, проблема полягає у відсутності фізичної моделі, яка могла б пояснити найраніші моменти існування (порівняні з часом Планка) Всесвітів через відсутність послідовної теорії квантової гравітації.
За теорією Фрідмана «Великого вибуху» з якого почався розвиток Всесвіту і дослідженням Хабла методом спектральних інфрачервоних ліній, які зміщуються доведено, що галактики Всесвіту розбігаються. Якщо виміряти віддаль, яка збільшується, між галактикою в якій знаходиться наша Сонячна система і найближчою галактикою Андромеда та взяти за основу сторону витянутого трикутника вершиною по направленню до початку розвитку Всесвіту, то можна знайти цю віддаль, яка збільшується, а відтак і вік Всесвіту.

## Історія
Прагнення зрозуміти довкілля та власне себе в ньому є чи не найпершим поштовхом до формування стародавньої міфології, а згодом — натурфілософії та природознавства. Вже у стародавніх міфах спостерігається спроба відобразити стосунки людини й природи. Там знаходимо й перші спроби осягнути утворення Всесвіту та Людини. Вивчаючи культурно-історичну спадщину, можна побачити, що людина вважається розумною з того часу, як почала цікавитися власним походженням та виникненням світу, тобто проблемами, не пов'язаними з безпосереднім задоволенням біологічних потреб.
В історіографії сукупність міфів, що описують утворення Всесвіту, називають космогонічними. Саме в них уперше з'явилося поняття космосу як упорядкованої, доцільно утвореної частини оточення людства, яка протистоїть хаосу — первісному безладдю. У сучасній науці розуміння порядку утворює теорію систем.
Наприкінці 1980-х років Джордж Уезерілл розробив одну з перших програм для чисельного моделювання процесу укрупнення планетезималь.